# Lương Bằng (xã)
Lương Bằng là một xã thuộc huyện Chợ Đồn, tỉnh Bắc Kạn, Việt Nam , (Nay thuộc xã Nghĩa Tá, Tỉnh Thái Nguyên, Việt Nam.)

## Địa lý
Xã Lương Bằng có vị trí địa lý:
- Phía vbắc giáp xã Yên Thượng
- Phía đông giáp xã Bằng Lãng và xã Nghĩa Tá
- Phía nam giáp xã Nghĩa Tá
- Phía tây giáp tỉnh Tuyên Quang.

Xã Lương Bằng có diện tích 57,5 km², dân số năm 2019 là 1.937 người, mật độ dân số đạt 34 người/km².
Xã có một đoạn nhỏ tỉnh lộ 254 chạy qua ở phần phía đông. Trên địa bàn xã có một số con suối nho như ngòi Đố, nậm Đu,...

## Hành chính
Xã Lương Bằng được chia thành các thôn bản: Nà Lùng, Nà Chiếm, Tham Thẩu, Nà Tẳng, Mòn, Quằng, Nà Lếch, Chang, Nà Mương, Vẹn, Búc Duộng, Đó, Diếu, Nà Bưa.